# Mischendorf
Mischendorf é um município da Áustria localizado no distrito de Oberwart, no estado de Burgenland.